# Aérostat dirigeable Dupuy de Lôme
L'aérostat dirigeable Dupuy de Lôme est un dirigeable à propulsion humaine construit et expérimenté sous la direction d'Henri Dupuy de Lôme à partir de la guerre franco-allemande de 1870. Le Gouvernement de la Défense nationale lui confie le 29 octobre 1870 dans Paris assiégé, la réalisation d’un ballon dirigeable pour rétablir les relations avec le territoire encore sous contrôle français. La rigueur de l'hiver puis la Commune empêchèrent la réalisation de cet objectif, qui est néanmoins poursuivi à Vincennes.

## Construction de l'aérostat

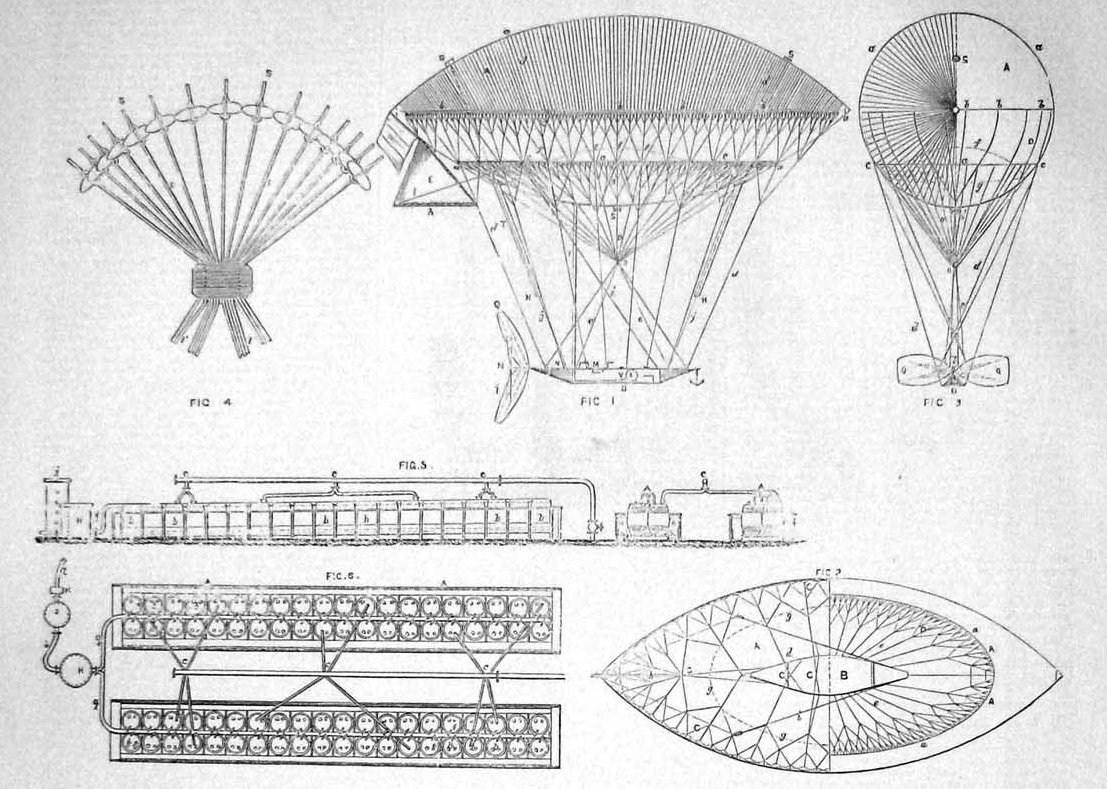
Plan et croquis de l'aérostat dirigeable de Henri Dupuy de Lôme.

Pour ce projet, 40 000 francs sont débloqués par le ministère de l'Instruction publique. 
Très vite, la difficulté fut de trouver à Paris la qualité et quantité de tissu indispensable. Il fallait un taffetas de soie résistant, doublé de nansouk prenant en sandwich sept couches de caoutchouc tous collés. Travail qui fut contrarié par un hiver exceptionnel. Les ouvrières ne pouvaient être maintenues à leur poste, faute de chauffage. Puis vint la Commune. Une fois le ballon transporté à Vincennes, le travail put reprendre. Le ballon est imperméabilisé par un vernis à base gélatineuse.

## Vol d'essai

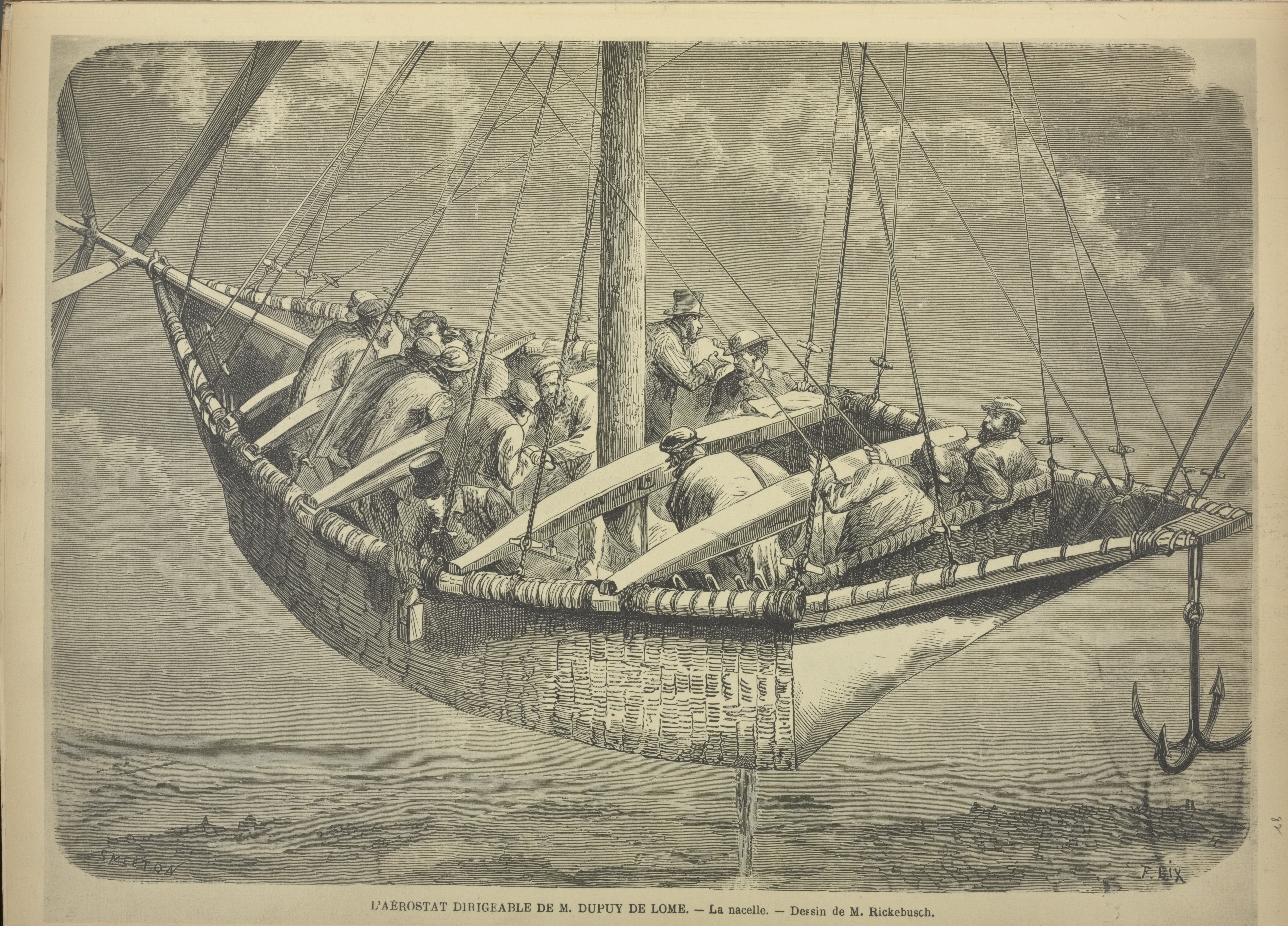
Gravure représentant la nacelle.

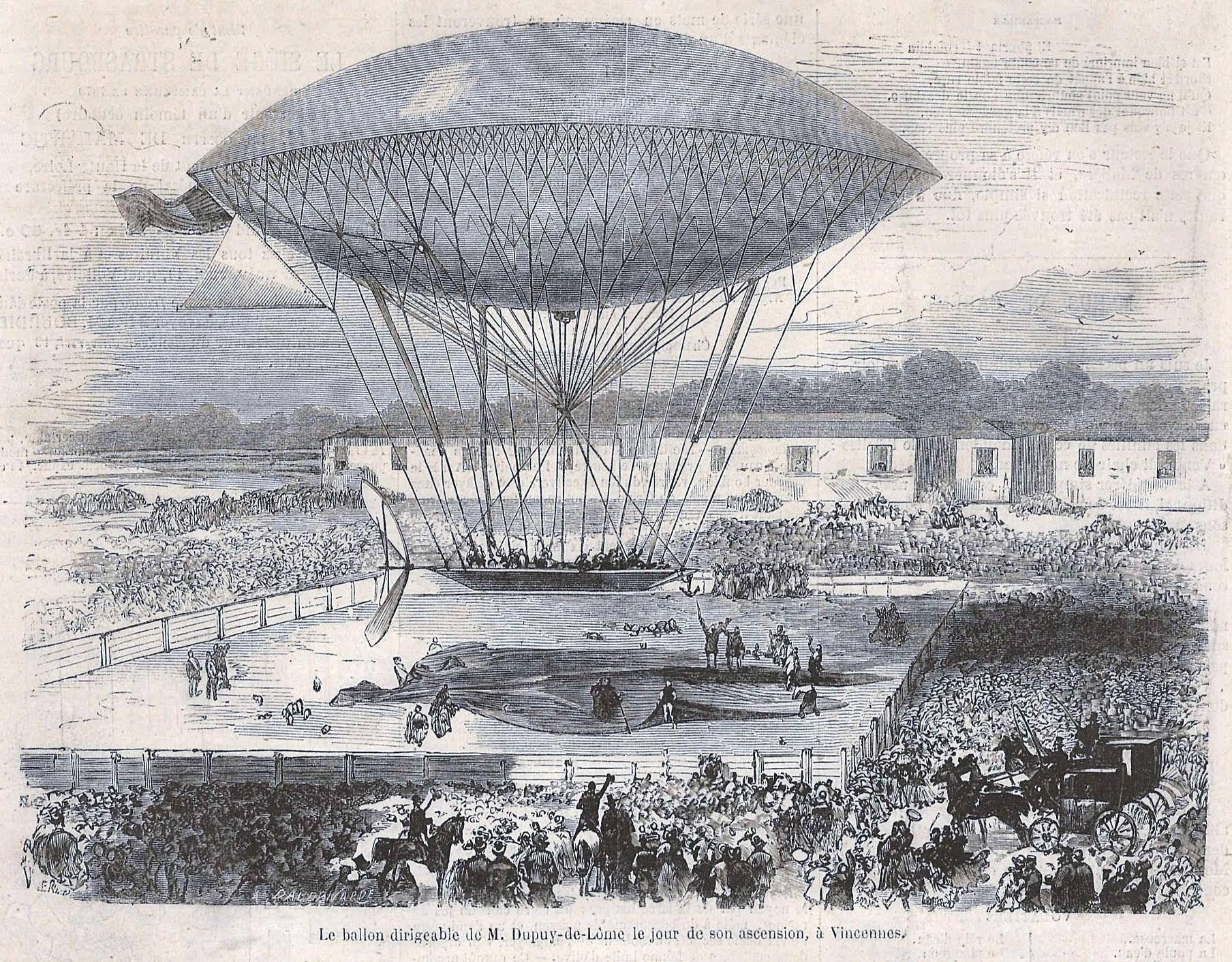
Gravure montrant l'envol de l'aérostat dirigeable de Henri Dupuy de Lôme depuis le cirque des artilleurs de Vincennes le 2 février 1872.

L'aérostat part du cirque des artilleurs de Vincennes le 2 février 1872. Huit matelots manœuvraient le treuil à bras, activant l'hélice par équipe de quatre, se relayant toutes les demi-heures. À bord se trouvait aussi Gustave Zédé, adjoint et gendre de Henri Dupuy de Lôme, futur pionnier français des sous-marins et Monsieur Yon.

## Résultats
Gaston Tissandier, aéronaute et écrivain scientifique, relativise l'évènement en le comparant à celui de Henri Giffard dans L'Illustration de cette même année. Néanmoins le vol d'essai de Dupuy de Lôme est un succès. Les données et paramètres de la construction de l'aérostat, puis ceux du vol d'essai, vont être extraits et faire l'objet d'une parution. Plus tard les frères Tissandier mettront au point un dirigeable à moteur électrique. Mais c'est le dirigeable La France, de Renard et Krebs, qui va accomplir la première mondiale, en 1884, d'un vol en circuit fermé.